# Sévérac (Loire-Atlantique)
Sévérac is een gemeente in het Franse departement Loire-Atlantique (regio Pays de la Loire). De plaats maakt deel uit van het arrondissement Saint-Nazaire. Sévérac telde op 1 januari 2022 1.693 inwoners.

## Geografie
De oppervlakte van Sévérac bedroeg op 1 januari 2022 22,41 vierkante kilometer; de bevolkingsdichtheid was toen 75,5 inwoners per km².

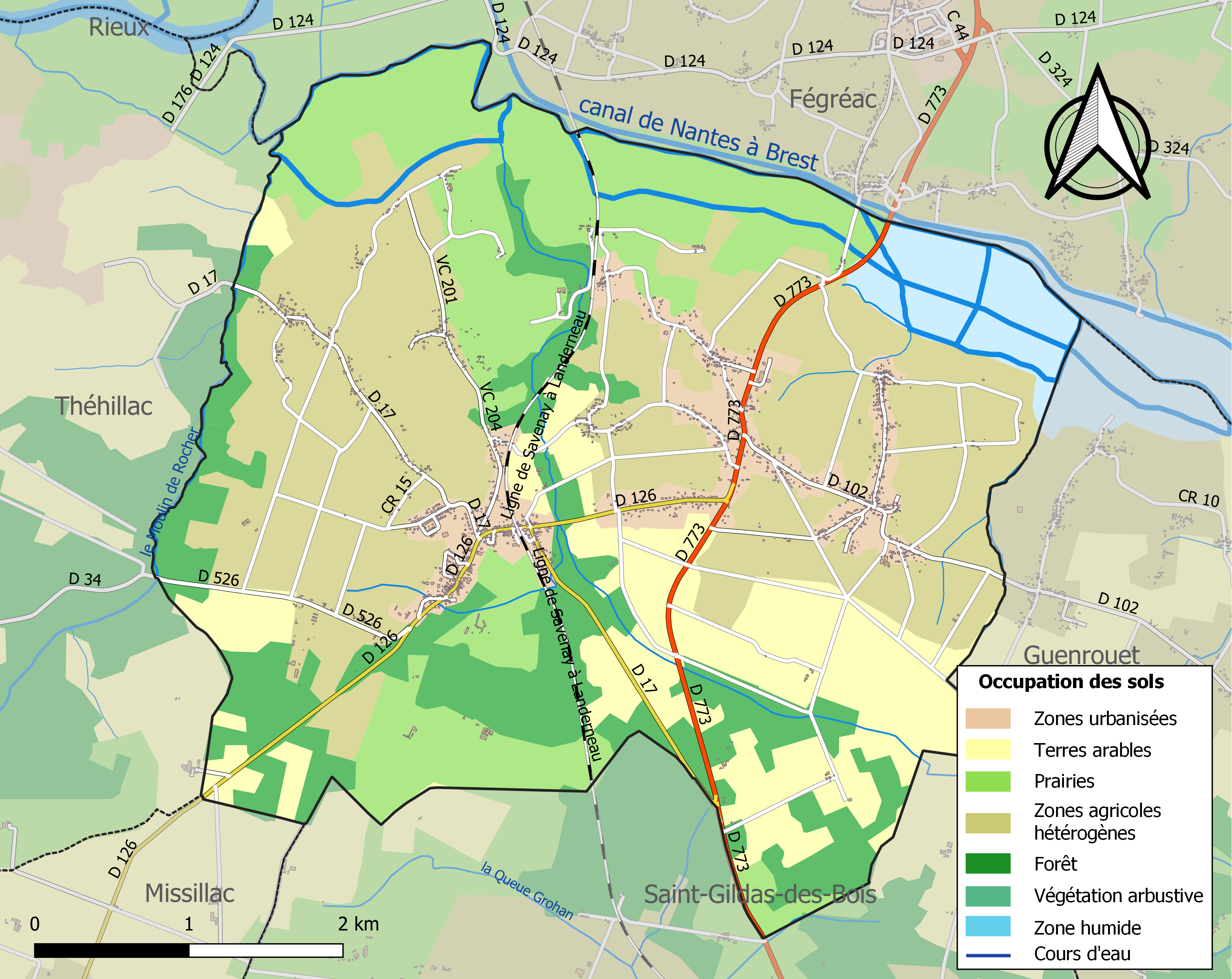
Kaart van de gemeente met de belangrijkste infrastructuur, bodemgebruik en omliggende gemeenten

## Verkeer en vervoer
In de gemeente ligt spoorwegstation Sévérac.

## Demografie
Onderstaande figuur toont het verloop van het inwonertal (bron: INSEE-tellingen).